# Monilaria
Monilaria is een geslacht uit de ijskruidfamilie (Aizoaceae). De soorten uit het geslacht komen voor in de Kaapprovincie in Zuid-Afrika.

## Soorten
- Monilaria chrysoleuca (Schltr.) Schwantes
- Monilaria moniliformis (Thunb.) Schwantes
- Monilaria obconica Ihlenf. & S.Jörg.
- Monilaria pisiformis (Haw.) Schwantes
- Monilaria scutata (L.Bolus) Schwantes

... · 
Antimima · 
Argyroderma · 
Carpobrotus · 
Disphyma · 
Dorotheanthus · 
Gibbaeum · 
Lapidaria · 
Lithops · 
Mesembryanthemum · 
Sceletium · 
Tetragonia · 
...